# Simone Oldenburg
Simone Oldenburg (ur. 22 marca 1969 w Wismarze) – niemiecka polityk, działaczka Die Linke, minister i wicepremier w rządzie Meklemburgii-Pomorza Przedniego, członek Bundesratu.

## Życiorys
W 1987 roku uzyskała świadectwo dojrzałości, a następnie studiowała w Wyższej Szkole Pedagogicznej w Lipsku oraz na Uniwersytecie Karola Marksa. W 1994 roku ukończyła studia jako nauczycielka szkół średnich, zdając pierwsze państwowe egzaminy pedagogiczne. W latach 1994–1996 odbyła aplikację nauczycielską w Gimnazjum im. Gerharta Hauptmanna w Wismarze, zakończoną drugim egzaminem państwowym. Następnie pracowała jako nauczycielka w różnych szkołach w powiecie Nordwestmecklenburg. W latach 2004–2019 była dyrektorką Regionalnej Szkoły w Klütz, a od roku szkolnego 2018/2019 kierowała Regionalną Szkołą z oddziałem podstawowym w Proseken (obecnie przebywa na urlopie z tego stanowiska).
Związana z Die Linke. Od 2004 roku zasiada w radzie gminy Gägelow, a w latach 2019–2024 pełniła funkcję pierwszej zastępczyni burmistrza tej gminy. W latach 2011–2021 była deputowaną do landtagu Meklemburgii-Pomorza Przedniego, gdzie w latach 2011–2016 była wiceprzewodniczącą, a w latach 2016–2021 przewodniczącą frakcji Die Linke. Od 2018 do 2021 roku była także wiceprzewodniczącą partii na szczeblu federalnym.
15 listopada 2021 roku objęła stanowisko wicepremier Meklemburgii-Pomorza Przedniego oraz minister edukacji i wsparcia wczesnodziecięcego. Od tego samego dnia zasiada w Bundesracie.

## Życie prywatne
Jest mężatką i ma jedno dziecko.